# Алексей Гусев (вымышленный капитан)
Алексей Гусев — историческая мистификация венгерского писателя Белы Иллеша (1895—1974), никогда не существовавший в реальности по мнению большинства современных историков офицер российской императорской армии, казнённый вместе с несколькими сослуживцами в Минске в 1849 году за поддержку венгров во время революции 1848 года и агитацию против вторжения русских войск в Венгрию с целью спасения габсбургской монархии. Активно прославлялся при коммунистическом правлении в Венгрии.
Белла Иллеш ссылался на якобы найденную им в 1936 году в минских архивах папку с документами, уничтоженную или исчезнувшую затем в ходе Второй мировой войны. В 1945 он публикует в газетах ряд антигабсбургских материалов, сообщая читателям о якобы имевших место союзнических отношениях Петра Великого и венгерского правителя Ракоци (также не подтверждённых документально и сомнительных). Затем он опубликовал и историю Гусева, сопроводив её обильным «цитированием» материалов суда над ним и его товарищами и защитительной речи капитана.
Ко времени празднования в 1948 году столетнего юбилея венгерской революции капитан Гусев был уже широко известен по газетным и литературным публикациям Иллеша и нескольких других авторов. Его значимость выросла как снежный ком во время торжеств — Гусев стал символом и его начали увековечивать как реально существовавшего героя. Миф о Гусеве использовали несколько противоборствующих венгерских политических группировок, которые верили или делали вид, что верят в его историческую достоверность. К концу 1940-х годов ссылки на «дело Гусева» появляются и в работах серьёзных авторов. На несколько лет Гусев появился и в учебниках, но уже в 1950-х исчез оттуда. Существовал и некоторый осторожный скептицизм среди венгерских историков — так, Р. А. Авербух в 1956 году в своей большой статье о венгерской революции сомнительное минское судебное дело не упоминает. «Отец» Гусева Иллеш использовал для подавления недоверия ссылки на советские архивы, закрытые, как он хорошо знал, для иностранцев, и даже прямое приглашение венгерским историкам изучить «дело» капитана в этих архивах. Однако запросы венгерской стороны (в том числе через посла), начавшие поступать с 1948 года, о предоставлении доступа к архивным материалам для изучения вопроса или оставались без ответа, или, в одном случае, закончились ответом об отсутствии таких материалов. Венграм не выслали даже фотокопий открытых статей из газет за 1848—1849 годы, хотя формальный отказ был невозможен. Соответствующий запрос закончился просто ничем, а на бумаге была сделана резолюция о нежелательности работы венгра-аспиранта над темой интервенции царских войск в его страну со ссылкой на «политическую близорукость» некоторых товарищей по соцлагерю.
После событий 1956 года венгерские историки начинают избегать упоминаний Гусева, однако ещё в 1957 советские активно прославляют его. В 1965 венгерский публицист Г. Хегедюш, ранее бывший сторонником ставшей официальной версии, фактически дезавуирует её. Сам Иллеш в 1960-х уже не настаивает на историчности Гусева, однако продолжает писать о нём и получать за это гонорары. Мифический капитан Гусев был фигурой умолчания во время визита Анастаса Микояна в Венгрию, после которого этот советский функционер впал в частичную опалу на родине. Однако открытая дискуссия о его историчности стала возможной только на закате венгерского социализма, в 1980-х годах, а знаки памяти Гусеву существовали в стране до середины 1990-х.
Иллеш был коммунистом и провёл много времени в эмиграции в СССР, а затем освобождал Венгрию в чине советского полковника. Вероятно, он желал улучшить имидж советских войск, которые в Венгрии ассоциировались с военными кампаниями царского времени. Не добавляло им популярности и поведение некоторых солдат и офицеров СССР на территории страны уже в современные относительно времени создания мифа дни, то есть в конце Второй мировой войны.

## Прославление
- До 1990 года в Будапеште существовала улица Гусева
- До 1995 провисела мемориальная табличка в его честь на здании министерства